# Aleuromarginatus serdangensis
Aleuromarginatus serdangensis là một loài côn trùng cánh nửa trong họ Aleyrodidae, phân họ Aleyrodinae.
Aleuromarginatus serdangensis được Takahashi miêu tả khoa học đầu tiên năm 1955.